# Pod krzewem głogu
Pod krzewem głogu (chiń. upr. 山楂树之恋; chiń. trad. 山楂樹之戀; pinyin Shānzhāshù zhī liàn) – chiński film melodramatyczny z 2010 roku w reżyserii Zhanga Yimou. Scenariusz oparto na powieści autorstwa Ai Mi.

## Fabuła
Chiny, okres rewolucji kulturalnej. Licealistka Jing (Zhou Dongyu) zostaje wysłana na prowincję, by odbyć reedukację przez przymusową pracę na wsi. Dziewczyna zamieszkuje w domu wójta, gdzie poznaje przystojnego studenta geologii, Suna (Shawn Dou). Młodzi ludzie wywodzą się z odmiennych klas społecznych.

## Obsada
Źródło: The Internet Movie Database
- Zhou Dongyu – Jing
- Shawn Dou – Sun
- Xi Meijuan – matka Jing
- Li Xuejian
- Chen Taisheng
- Sa Rina
- Lü Liping
- Jiang Ruijia
- Yu Xinbo
- Xi Xinyun
- Sun Haiying
- Qi Ke